# جان هنری
جان هنری (به انگلیسی: John Henry) (1 نوامبر 1750 - 16 دسامبر 1798) سناتور سابق عضو حزب فدرالیست (آمریکا) بود. وی در سال 1789 تا 1797 میلادی سناتور ایالت مریلند در سنای ایالات متحده آمریکا بود.